# Parc historique d'État de Bulow Plantation Ruins
Pour les articles homonymes, voir Bülow (homonymie).
Le parc historique d'État de Bulow Plantation Ruins (anglais : Bulow Plantation Ruins Historic State Park) est une réserve naturelle et un site historique qui se trouve dans l'État de Floride, au sud-est des États-Unis, dans le comté de Flagler. Les visiteurs peuvent voir les ruines d’une plantation qui date d’avant la Guerre de Sécession. Fondée en 1821 et propriété de la famille Bulow, on y cultivait de l’indigo, du coton, de la canne à sucre et du riz. En 1836, la plantation fut abandonnée à cause de la Seconde Guerre séminole. Plusieurs bâtiments sont aujourd’hui en ruines : un moulin à sucre (classé au National Register of Historic Sites), des puits, la maison du maître et les logements des esclaves.
Il est possible d’y observer le Pygargue à tête blanche, le Milan à queue fourchue ainsi que des lamantins de Floride.

### Photographies

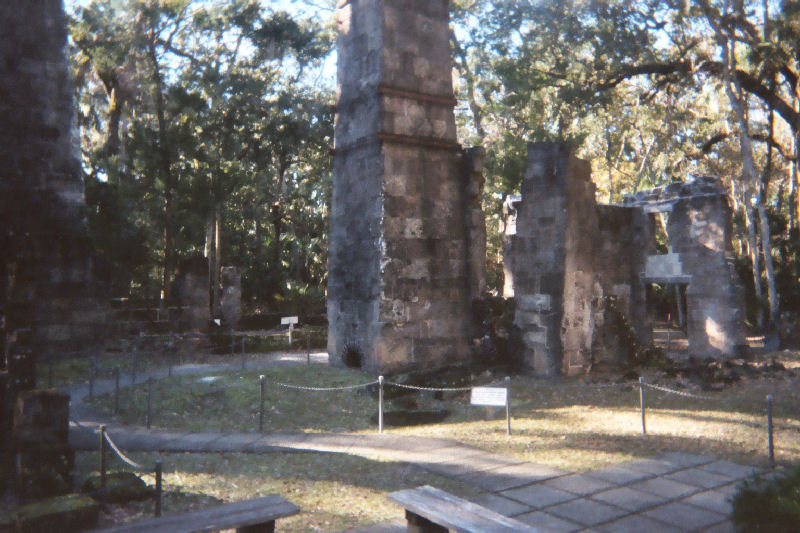
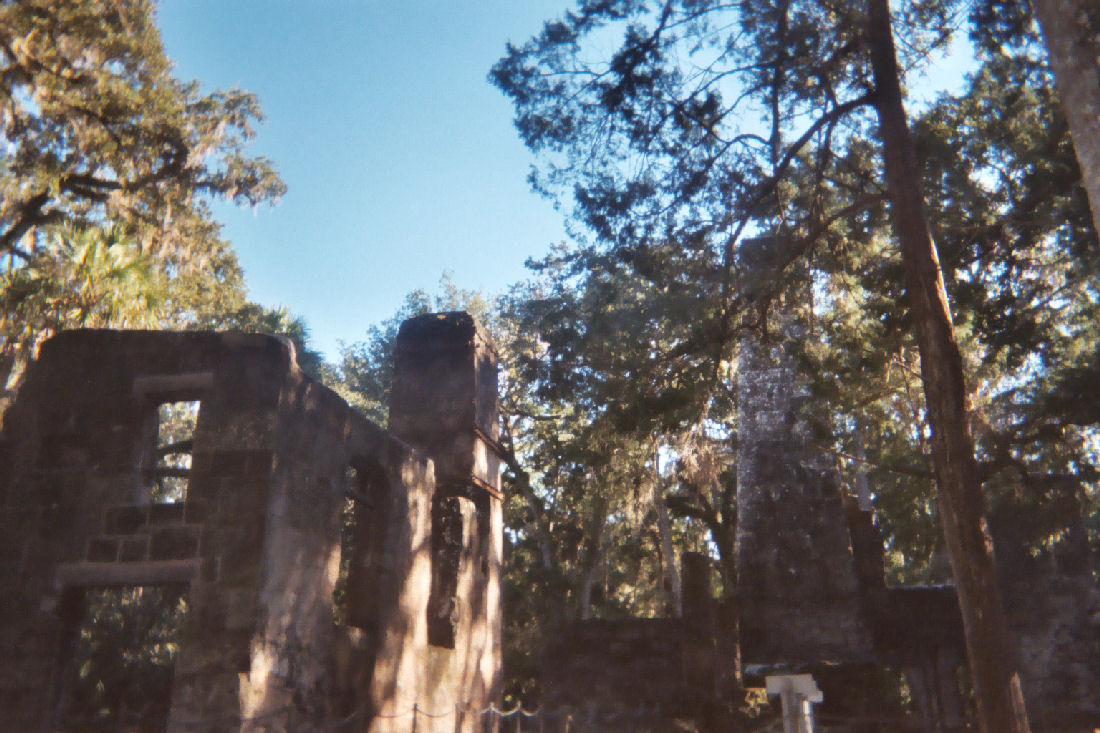